# Violeta

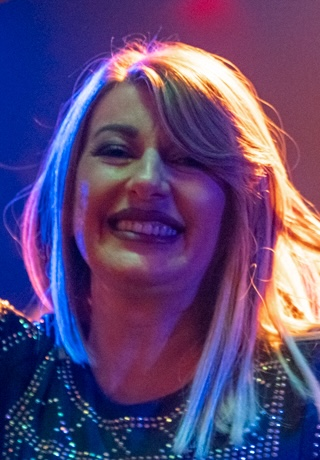
Viki Miljković, 2019.

Violeta är ett förnamn för kvinnor. Det kan uppfattas som en variant av namn som Viola, Violetta och Violet. Det förekommer dels i spansktalande länder, dels inom olika språkgrupper i sydöstra Europa. Det ingår som del i geografiska namn  i spansktalande Amerika.
I Sverige bars den 31 december 2018 namnet av 664 kvinnor. Av dessa hade 540 namnet som tilltalsnamn (första förnamn).

## Personer med förnamnet Violeta
- Violeta Barrios de Chamorro (född 1929), nicaraguansk politiker, president
- Violeta Bulc (född 1964), slovensk politiker, EU-kommissionär
- Violeta G. Ivanova , bulgarisk astroom
- Violeta "Viki" Miljković (född 1974), serbisk folksångerska
- Violeta Ninova (född 1963), bulgarisk roddare
- Violeta Parra (1917–1967), chilensk folksångerska, låtskrivare och konstnär
- Violeta Rexhepagiqi (född 1965), albansk sångerska och journalist
- Violeta Szekely (född 1965), rumänsk löpare